# Welai Barat
Welai Barat is een bestuurslaag in het regentschap Alor van de provincie Oost-Nusa Tenggara, Indonesië. Welai Barat telt 2450 inwoners (volkstelling 2010).